# The Music Machine
The Music Machine est un groupe américain de rock, originaire de Los Angeles, en Californie. Il est principalement connu pour son single Talk Talk, qui atteint la quinzième place des charts en 1966.
Le groupe est fondé par le chanteur/guitariste Sean Bonniwell (issu de la mouvance folk), le batteur Ron Edgar et le bassiste Keith Olsen. Tout d'abord nommé The Raggamuffins, il devient The Music Machine en 1966, année qui voit l'arrivée de l'organiste Doug Rhodes et du guitariste Mark Landon. L'image du groupe est déjà établie : tous sont vêtus de costumes noirs, avec des coupes à la Beatles, et portent un unique gant noir.
Le manager Brian Ross les signe chez Original Sound. Leur premier single, Talk Talk, d'une durée très courte (moins de deux minutes), sort fin 1966 et rencontre un succès notable, mais leur second, The People in Me, peine à confirmer (il n'atteint que la 66e place), de même que l'album (Turn On) the Music Machine. Après une tournée de promotion chaotique aux États-Unis, des conflits internes font exploser le groupe, qui se réduit au seul Sean Bonniwell. Il passe chez Warner et enregistre, sous le nom de Bonniwell Music Machine, un second album du même nom, qui passe inaperçu. Un troisième album est enregistré, mais reste dans les cartons. Mécontent de la tournure prise par les choses, Bonniwell vend les droits sur le nom du groupe et entame une carrière solo. Les titres du troisième album voient finalement le jour en 2000 sur l'album Ignition, accompagné de démos de l'époque des Raggamuffins.

## Biographie

### Débuts (1965–1966)
Les racines du groupe sont retracées à la période durant laquelle Sean Bonniwell (chant, guitare rythmique) prend part à une jam session avec Keith Olsen (basse) et Ron Edgar (batterie ; né Ronald Edgar le 25 juin 1946 à Minneapolis, Minnesota) – deux individus qu'il rencontre dans la scène folk. Bonniwell, qui pratiquait déjà un son bien « folky », est un ex-chanteur du groupe Wayfarers. Le combo folk combo jouissait déjà d'un succès régional : publiant trois albums. Alors que Bonniwell voyage et enregistre avec le groupe, il commence à écrire des morceaux qui seront les prémisses du Music Machine. Cependant, il reste toujours influencé par son passé musical avec les Wayfarers. Avant leur rencontre, Olsen jouait dans un groupe de Gale Garnett appelé the GoldeBriars,.
En 1965, les trois forment leur propre groupe de folk rock, the Raggamuffins, et commencent à jouer dans Los Angeles avec un style non-orthodoxe,. Le groupe enregistre aussi quatre morceaux inédits jusqu'à leur sortie dans l'album Ignition,. Pendant les débuts du groupe, Bonniwell apprend aux autres membres à passer de la note musicale E à la note D♭ avec leurs instruments. Le groupe s'habille également en noir,.
Des auditions sont organisées au début de 1966 pour agrandir, et le groupe recrute Mark Landon (guitare solo) et Doug Rhodes (orgue), ancien musicien de session pour the Association. Pour marquer cette nouvelle formation, Bonniwell change le nom du groupe en Music Machine. Le groupe se forge un nom avec ses performances dans des clubs locaux de Los Angeles. Avec Bonniwell comme leader de facto et force créative du groupe, Music Machine commence à développer un style teinté punk des années 1960 et psychedelia.

### Succès commercial (1966–1967)
Le producteur Brian Ross aperçoit les Music Machine aux Hollywood Legion Lanes, une allée de bowling, et décide de les signer au label Original Sound,. Le 30 juillet 1966, le groupe entre RCA Studios de Los Angeles pour enregistrer les morceaux originaux de Bonniwell Talk Talk et Come on In qui devait à l'origine être la face A de leur premier single,. Bonniwell a composé Talk Talk un an avant la formation du groupe. Talk Talk est publié le 10 septembre 1966, chez Original Sound, et atteint la 15e place du Billboard Hot 100. Il atteint aussi la 21e place du Cashbox et la 18e place du Record World.
Après une longue tournée nationale, les Music Machine reviennent en studio pour enregistrer leur premier album, (Turn On) the Music Machine. Contre l'avis de Bonniwell, sa musique devait lutter contre les reprises de Cherry, Cherry, Taxman, See See Rider et 96 Tears, tous choisis par le label. (Turn On) the Music Machine réussit à atteindre la 75e place du Billboard 200. Le 21 janvier 1967, un morceau repris de l'album, intitulé The People in Me, est publié comme second single du groupe, mais n'atteint que la 66e place des charts.

### The Bonniwell Music Machine (1967–1969)
Immédiatement après la sortie de (Turn On) the Music Machine, le groupe effectue une nouvelle tournée américaine. Durant le rare temps libre qu'ils parviennent à trouver, les membres de Music Machine enregistrent une nouvelle démo de Bonniwell aux RCA Studios de New York et dans les locaux de Cosimo Matassa à La Nouvelle-Orléans, avant de peaufiner quelques morceaux à leur retour à Los Angeles. Des sessions émergent le troisième single du groupe, Double Yellow Line, qui est publié en avril 1967, et atteint la 111e place du Billboard Hot 100. La sortie qui suit, Eagle Never Hunts the Fly, n'atteint pas les charts, mais est décrit comme un « tour de force » pour Bonniwell.
En mai 1967, la formation originale termine Astrologically Incompatible, Talk Me Down et The Day Today. Parmi les problèmes qui mèneront à la séparation du groupe : le nom de Music Machine qui appartenait à Ross, pour un contrat de production. Laissant Bonniwell seul aux commandes du projet, Olsen, Edgar, et Rhodes se joignent au groupe the Millennium.

## Discographie
- 1966 : (Turn On) the Music Machine
- 1967 : The Bonniwell Music Machine
- 1995 : Beyond The Garage (Compilation)
- 2000 : Ignition